# Ferdinand Vaněk
Ferdinand Vaněk (18. prosince 1849 Velvary – 29. března 1939 Klatovy) byl český malíř, středoškolský profesor a vlastivědný pracovník.

## Život
Ferdinand Vaněk se narodil v rodině velvarského kancelisty Josefa Vaňka a jeho manželky Marie, rozené Šturmové. V Praze studoval Akademii výtvarných umění, jeho spolužáky byli například František Ženíšek či Josef Václav Myslbek. Okolo roku 1889 nastoupil v Klatovech jako učitel kreslení na reálném gymnáziu. Spolupracoval při soupisu historických památek kraje a budování klatovského muzea. Byl též konzervátorem domažlického okresu.

## Spisy
V rámci edice Soupis památek historických a uměleckých v království Českém provedl soupisy okresů:
- 1899 Klatovy (spolu s Karlem Hostašem a Františkem Adolfem Borovským)
- 1900 Sušice (spolu s Karlem Hostašem)
- 1902 Domažlice (spolu s Karlem Hostašem)
- 1907 Přeštice (spolu s Karlem Hostašem)

## Ocenění
- V roce 1925 se Ferdinand Vaněk stal čestným občanem Klatov.[4]
- V Klatovech je po něm pojmenována Vaňkova ulice.